# Motolancia
Mololance (inglese: Motor Launch; sigla: ML) erano piccole imbarcazioni militari in servizio della Royal Navy, progettato per la difesa portuale e per la lotta antisommergibile o per il soccorso aereo marittimo ad alta velocità.

## Prima guerra mondiale
Le prime unità di questo tipo entrarono in servizio durante la prima guerra mondiale. Si trattava di cinquecentottanta navi lunghe 80 piedi (24 m) costruite dalla compagnia statunitense Elco per l'Ammiragliato britannico, che ricevettero i numeri da ML-1 a ML-580. Servirono con la Royal Navy tra il 1916 e la fine della guerra, difendendo la costa britannica dai sommergibili tedeschi. Alcuni dei primi esemplari, tra cui la ML 1, operarono anche nel Golfo Persico dal giugno 1916. Dopo l'armistizio dell'11 novembre 1918 una flottiglia di 12 motolance della Royal Navy ha operato nelle acque del Reno con compiti di pattugliamento del fiume.

## Seconda guerra mondiale
| Tipo                         | Lunghezza     | Peso    | Velocità          | Costruzione | Totale | Perse | Ruolo                                |
| ---------------------------- | ------------- | ------- | ----------------- | ----------- | ------ | ----- | ------------------------------------ |
| Fairmile A                   | 110 ft        | 57 t    | 25 nodi (46 km/h) | 1939        | 12     |       | cacciasommergibile, poi posamine     |
| Fairmile B                   | 112 ft (34 m) | 85 t    | 20 nodi (37 km/h) | 1940-45     | 1284   |       | cacciasommergibile, poi più ruoli    |
| Harbour Defence Motor Launch | 72 ft (22 m)  | 54 tons | 12 nodi (22 km/h) | 1940-45     | 486    | 47    | difesa dei porti; cacciasommergibile |

Dopo la guerra, molte motolance vennero trasformate in imbarcazioni da diporto e alcune iscritte al Registro storico navale.